# Союз ТМА-15М
«Союз ТМА-15М» — российский пассажирский транспортный пилотируемый космический корабль, на котором был осуществлён полёт к Международной космической станции трёх участников экспедиции МКС-42. Это 122-й пилотируемый полёт корабля типа «Союз», начиная с первого полёта в 1967 году. В состав экипажа вошла Саманта Кристофоретти, первая итальянская женщина-астронавт и вторая женщина-астронавт от ЕКА, побывавшая на МКС (после француженки Клоди Эньере в 2001 году). Полёт «Союз ТМА-15М» стал 300-м пилотируемым полётом в истории космонавтики. Запуск корабля выполнен 24 ноября 2014 года, посадка спускаемого аппарата состоялась 11 июня 2015 года.

## Экипаж
| Космонавт             | Должность        | # полёта        | Корпорация      |                 |                 |                 |
| Основной экипаж       | Основной экипаж  | Основной экипаж | Основной экипаж | Основной экипаж | Основной экипаж | Основной экипаж |
| --------------------- | ---------------- | --------------- | --------------- | --------------- | --------------- | --------------- |
| Антон Шкаплеров       | Командир экипажа | 2               | Роскосмос       |                 |                 |                 |
| Саманта Кристофоретти | Бортинженер-1    | 1               | ЕКА             |                 |                 |                 |
| Терри Вёртс           | Бортинженер-2    | 2               | НАСА            |                 |                 |                 |
| Дублёры               |                  |                 |                 |                 |                 |                 |
| Олег Кононенко        | Командир экипажа | 3               | Роскосмос       |                 |                 |                 |
| Кимия Юи              | Бортинженер-1    | 1               | JAXA            |                 |                 |                 |
| Челл Линдгрен         | Бортинженер-2    | 1               | НАСА            |                 |                 |                 |

## Подготовка к полёту
30 октября 2014 года в Центре подготовки космонавтов имени Ю. А. Гагарина начались комплексные экзаменационные тренировки основного и дублирующего экипажей пилотируемого космического корабля «Союз ТМА-15М». В связи с проведением плановых ремонтных работ инфраструктуры стартового комплекса № 1, специалистами ракетно-космической промышленности принято решение об осуществлении пуска со стартового комплекса площадки № 31.

## Полёт
Корабль стартовал со стартового комплекса площадки № 31 космодрома «Байконур» 24 ноября 2014 года в 0:01 мск и в 5:48 мск причалил к малому исследовательскому модулю «Рассвет» российского сегмента МКС.
После ряда неудач при запусках российских ракет-носителей было принято решение отложить на месяц приземление корабля «Союз ТМА-15М». Из-за этого продолжительность пребывания на орбите экипажа Союз ТМА-15М увеличился с планируемых 169 до 199 суток, что, в свою очередь, позволило Саманте Кристофоретти побить рекорд непрерывного пребывания на орбите для женщины-астронавта, установленный до этого астронавтом НАСА Сунитой Уильямс (195 дней).
11 июня 2015 года в 16:44 мск корабль приземлился в казахской степи.

### Инциденты
9 июня 2015 года, в 18 часов 32 минуты по московскому времени во время тестирования систем корабля произошло несанкционированное включение двигателей, в результате чего МКС незначительно изменила своё положение. Проблема была парирована. Угрозы экипажу, станции и кораблю не возникло.